# Editora Nacional
La Editora Nacional fue una empresa editorial española de propiedad estatal organizada en plena guerra civil por la administración franquista y que duró hasta los primeros años del gobierno socialista de Felipe González. En sus primeros tiempos, fue dirigida por Pedro Laín Entralgo. Su objetivo consistió primordialmente en divulgar obras nacionales y extranjeras de pensamiento y literatura, de interés público y divulgativo, de autores clásicos y contemporáneos.

## Historia

### Antecedentes
El origen de la Editora Nacional se retrotrae a la Sección de Ediciones de la vicesecretaría de Educación Popular. Ya en marzo de 1938, Serrano Súñer confió a Dionisio Ridruejo el Servicio Nacional de Propaganda, dependiente del entonces Ministerio del Interior, y Pedro Laín Entralgo asumió la dirección de las ediciones oficiales. A Laín le sucedería en 1941 Darío Fernández Flórez.
También cabe citar la revista Jerarquía, subtitulada como Revista Negra de la Falange o con la grandilocuente Guía Nacionalsindicalista del Imperio, una publicación fundada durante la Guerra Civil por Fermín Izurdiaga Lorca y que daría lugar a dos colecciones de libros: Ediciones Jerarquía y Ediciones Fe. En 1941, Ediciones Jerarquía fue sustituida por la Editora Nacional, y también en ella acabarían desembocando las Ediciones Fe. La Editora Nacional probablemente existiera con anterioridad a esta fecha.
Por otra parte, el 23 de mayo de 1939 una Orden ministerial crea el Instituto Nacional del Libro Español (INLE), organismo dependiente de la Subsecretaría de Prensa y Propaganda del Ministerio de Gobernación, con intereses claros en la política editorial interior y exterior del libro español. Desde 1938, en el bando franquista se estableció una severa censura, la llamada «ley Serrano Súñer», una norma que disponía la censura previa.

### Fundación
En enero de 1941 Pedro Laín Entralgo, tras su paso por la Sección de Ediciones, asumió la dirección de la recién creada Editora Nacional. Sobre su colaborador, Rogelio Pérez Olivares, recaería todo el peso de la administración como director técnico. En abril de 1942, Gabriel Arias-Salgado consiguió que la Editora Nacional pasase a depender de la Delegación Nacional de Prensa y Propaganda de FET y de las JONS, que estaba a su cargo junto a la vicesecretaría de Educación Popular. Las primeras tiradas de libros oscilaban entre los 2000 y los 5000 ejemplares y los derechos de autor variaban entre el 10% para las antologías y el 20% en obras originales. El grado de similitud entre su fondo editorial y el de la Sección de Ediciones dirigida por Fernández Flórez era alto. Los textos de José Antonio Primo de Rivera eran santo y seña de la editorial: Discursos, Obra completa, Escritos, Misión y revolución o Nuestra tarea: textos antimarxistas de José Antonio eran reeditados una y otra vez.

## Directores
- Pedro Laín Entralgo (1941-1945).
- Tomás Zamora Rodríguez (1975-1978).[5]
- Rafael Martínez Alés (1978-1982).